# خوان بابلو فرانسيا
خوان بابلو فرانسيا (3 ديسمبر 1984

 في سان فرانسيسكو) (بالإسبانية: Juan Pablo Francia)‏ لاعب كرة قدم أرجنتيني يلعب حاليا لصالح نادي الدرجة الثالثة بلغرانو الأرجنتيني بالإعارة منذ 2008 في مركز الوسط المهاجم كا يجيد اللعب في مركز المهاجم .
لعب فرانسيا في أندية بلغرانو (2000-2002) بوردو (2002-2008) .
ساهم فرانسيا في تتويج نادي بوردو ببطولة كأس الدوري الفرنسي موسم 2006/2007 .

## روابط خارجية
- خوان بابلو فرانسيا على موقع قاعدة بيانات كرة القدم.إي يو (الإنجليزية)
- خوان بابلو فرانسيا على موقع ليكيب (الفرنسية)
- خوان بابلو فرانسيا على موقع Soccerway.com (الإنجليزية)